# Pseudicius nepalicus
Pseudicius nepalicus là một loài nhện trong họ Salticidae.
Loài này thuộc chi Pseudicius. Pseudicius nepalicus được Andreeva, Heciak & Jerzy Prószyński miêu tả năm 1984.